# دروژبا (داغستان)
دروژبا (به لاتین: Druzhba) یک منطقهٔ مسکونی در روسیه است که در شهرستان کایاکنتسکی واقع شده‌است.